# Euphaedra

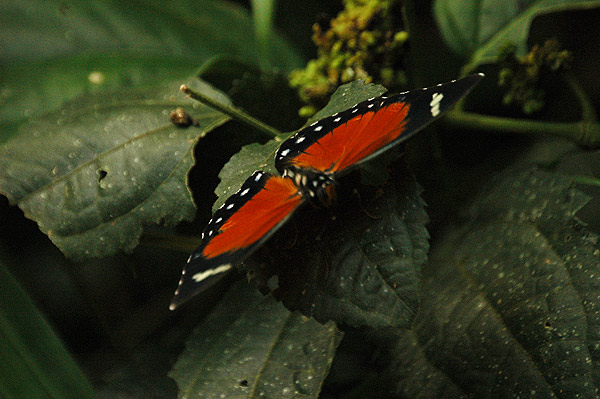
Euphaedra (Euphaedrana) ruspina

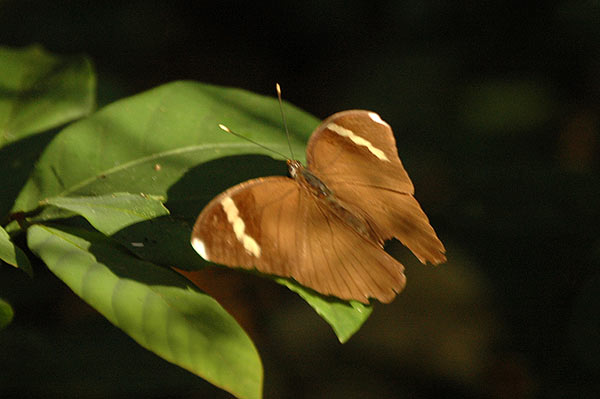
Euphaedra (Euphaedrana) harpalyce spatiosa

Euphaedra es un género de Lepidoptera de la familia Nymphalidae, subfamilia Limenitidinae, tribu Adoliadini.

## Descripción

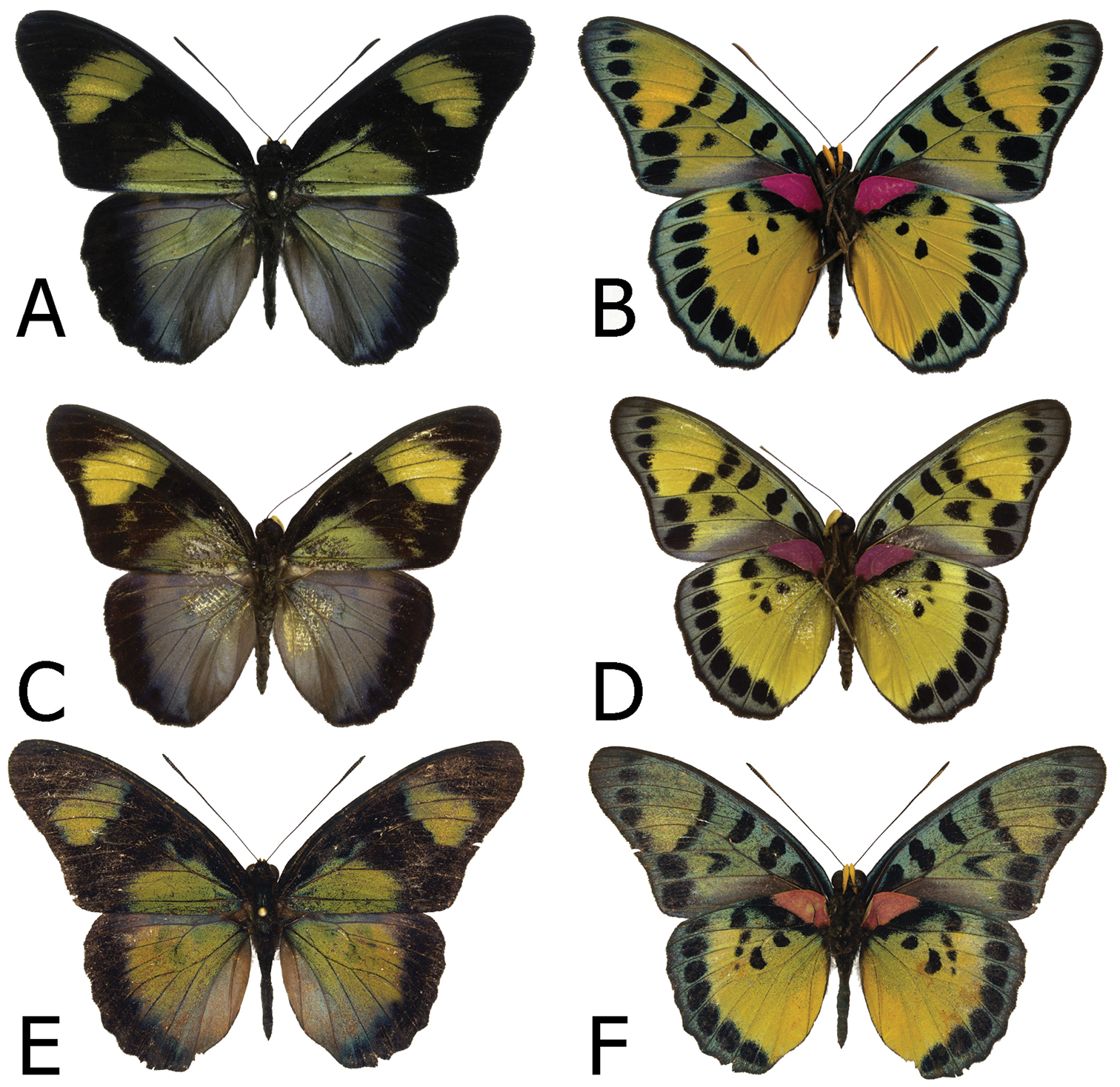
Formas de E. cyparissa

Euphaedra son grandes y vistosas. Todas tienen la misma forma de alas. En la parte basal de la superficie dorsal, especialmente en las alas posteriores tienen manchones metálicos verdes, azules, naranjas o rojos. La superficie inferior tiene varios tonos de verde o amarillo con franjas o lunares. Muchas especies tienen manchones rosados en la cara ventral de las alas posteriores.
Las larvas son verdes con marcas amarillas o rosadas y con largas espinas laterales ramificadas.

## Biología
Las formas verdes se encuentran en selvas lluviosas, las amarillas, generalmente ocurren en bosques más secos. La coloración sirve de camuflaje en las diversas condiciones.
Las larvas de la mayoría de las especies se alimentan de Sapindaceae, otras de Anacardiaceae, Rutaceae, Sterculiaceae, Annonaceae y Palmae.

## Taxonomía
Cuenta con 8 subgéneros, 215 especies y 150 subespecies reconocidas científicamente.

## SubgéneroProteuphaedra(Hecq)

### Especies
- Euphaedra (Proteuphaedra) rubrocostata (Aurivillius, 1898)
- Euphaedra (Proteuphaedra) aubergeri Hecq, 1977
- Euphaedra (Proteuphaedra) symphona Bethune-Baker, 1908
- Euphaedra (Proteuphaedra) adolfifriderici Schultze, 1920
- Euphaedra (Proteuphaedra) luperca (Hewitson, 1864)
- Euphaedra (Proteuphaedra) fucora Hecq, 1979
- Euphaedra (Proteuphaedra) luteofasciata Hecq, 1979
- Euphaedra (Proteuphaedra) marginalis Hecq, 1979
- Euphaedra (Proteuphaedra) lupercoides Rothschild, 1918
- Euphaedra (Proteuphaedra) imperialis Lindemans, 1910
- Euphaedra (Proteuphaedra) aurivillii Niepelt, 1914

## SubgéneroMedoniana(Hecq)

### Especie
- Euphaedra (Medoniana) medon (Linnaeus, 1763)

## SubgéneroGausapia(Hecq)

### Especies
- Euphaedra (Gausapia) gausape (Butler, [1866])
- Euphaedra (Gausapia) judith Weymer, 1892
- Euphaedra (Gausapia) melpomene Hecq, 1981
- Euphaedra (Gausapia) plantroui Hecq, 1981
- Euphaedra (Gausapia) hastiri Hecq, 1981
- Euphaedra (Gausapia) ombrophila Hecq, 1981
- Euphaedra (Gausapia) extensa Hecq, 1981
- Euphaedra (Gausapia) clio Hecq, 1981
- Euphaedra (Gausapia) calliope Hecq, 1981
- Euphaedra (Gausapia) ducarmei Hecq, 1977
- Euphaedra (Gausapia) landbecki Rothschild, 1918
- Euphaedra (Gausapia) erici Hecq, 1987
- Euphaedra (Gausapia) zaddachii Dewitz, 1879
- Euphaedra (Gausapia) mbamou Hecq, 1987
- Euphaedra (Gausapia) morini Hecq, 1983
- Euphaedra (Gausapia) barnsi Joicey & Talbot, 1922
- Euphaedra (Gausapia) christyi Sharpe, 1904
- Euphaedra (Gausapia) athena Hecq & Joly, 2003
- Euphaedra (Gausapia) mariaechristinae Hecq & Joly, 2003
- Euphaedra (Gausapia) pallas Hecq, 2004
- Euphaedra (Gausapia) thalie Hecq, 1981
- Euphaedra (Gausapia) vingerhoedti Faravel, 2012

## SubgéneroXypetana(Hecq)

### Especies
- Euphaedra (Xypetana) xypete Hewitson, [1865]
- Euphaedra (Xypetana) hewitsoni Hecq, 1974
- Euphaedra (Xypetana) hebes Hecq, 1980
- Euphaedra (Xypetana) acuta Hecq, 1977
- Euphaedra (Xypetana) oremansi Hecq, 1996
- Euphaedra (Xypetana) maxima Holland, 1920
- Euphaedra (Xypetana) dargei Hecq, 1975
- Euphaedra (Xypetana) brevis Hecq, 1977
- Euphaedra (Xypetana) herberti (Sharpe, 1891)
- Euphaedra (Xypetana) graueri Rothschild, 1918
- Euphaedra (Xypetana) ubangi Hecq, 1974
- Euphaedra (Xypetana) acutoides Hecq, 1996
- Euphaedra (Xypetana) karschi Bartel, 1905
- Euphaedra (Xypetana) lata Hecq, 1980
- Euphaedra (Xypetana) grandis Hecq, 1980
- Euphaedra (Xypetana) sinuosa Hecq, 1974
- Euphaedra (Xypetana) hollandi  Hecq, 1974
- Euphaedra (Xypetana) diffusa Gaede, 1916
- Euphaedra (Xypetana) mirabilis Hecq, 1980
- Euphaedra (Xypetana) ansorgei Rothschild, 1918
- Euphaedra (Xypetana) crockeri Butler, 1869
- Euphaedra (Xypetana) crossei Sharpe, 1902
- Euphaedra (Xypetana) caerulescens Grose-Smith, 1890
- Euphaedra (Xypetana) cuprea Hecq, 1980
- Euphaedra (Xypetana) camiadei Hecq, 2004
- Euphaedra (Xypetana) irangi Hecq, 2004
- Euphaedra (Xypetana) jacqueshecqui Bollino, 1998
- Euphaedra (Xypetana) mondahensis van de Weghe, Oremans & Hecq, 2005
- Euphaedra (Xypetana) pervaga Hecq, 1996
- Euphaedra (Xypetana) romboutsi Hecq, 2004
- Euphaedra (Xypetana) decora Hecq, 2008
- Euphaedra (Xypetana) desmeti Hecq, 2008
- Euphaedra (Xypetana) discreta Hecq, 2008
- Euphaedra (Xypetana) moloundou Hecq, 2008
- Euphaedra (Xypetana) semlikiana Hecq, 2008
- Euphaedra (Xypetana) violanitens Hecq, 2008
- Euphaedra (Xypetana) annae Hecq, 2012
- Euphaedra (Xypetana) cyanissima Hecq, 2012
- Euphaedra (Xypetana) inania Hecq, 2012
- Euphaedra (Xypetana) hoyensis Hecq, 2012
- Euphaedra (Xypetana) luteola Hecq, 2012
- Euphaedra (Xypetana) marginepuncta Hecq, 2012
- Euphaedra (Xypetana) montanica Hecq, 2012
- Euphaedra (Xypetana) rectans Hecq, 2012
- Euphaedra (Xypetana) sectilis Hecq, 2012
- Euphaedra (Xypetana) umbratilis Hecq, 2012
- Euphaedra (Xypetana) undata Hecq, 2012

## SubgéneroRadia(Hecq)

### Especies
- Euphaedra (Radia) eusemoides (Grose-Smith & Kirby, 1889)
- Euphaedra (Radia) imitans Holland, 1893

## SubgéneroEuphaedra(Hübner)

### Especies
- Euphaedra (Euphaedra) cyparissa (Cramer, [1775])
- Euphaedra (Euphaedra) sarcoptera (Butler, 1871)

## SubgéneroEuphaedrana(Hecq)

### Especies
- Euphaedra (Euphaedrana) themis (Hübner, [1807])
- Euphaedra (Euphaedrana) laboureana Toulgoët, 1957
- Euphaedra (Euphaedrana) canui Hecq, 1987
- Euphaedra (Euphaedrana) permixtum (Butler, 1873)
- Euphaedra (Euphaedrana) eberti Aurivillius, 1896
- Euphaedra (Euphaedrana) aureola Kirby, 1889
- Euphaedra (Euphaedrana) exerrata Hecq, 1982
- Euphaedra (Euphaedrana) modesta Hecq, 1982
- Euphaedra (Euphaedrana) minuta Hecq, 1982
- Euphaedra (Euphaedrana) laguerrei Hecq, 1979
- Euphaedra (Euphaedrana) janetta (Butler, 1871)
- Euphaedra (Euphaedrana) splendens Hecq, 1982
- Euphaedra (Euphaedrana) vetusta (Butler, 1874)
- Euphaedra (Euphaedrana) aberrans Staudinger, [1891]
- Euphaedra (Euphaedrana) stellata Hecq, 1991
- Euphaedra (Euphaedrana) campaspe C. & R. Felder, [1867]
- Euphaedra (Euphaedrana) centralis Hecq, 1985
- Euphaedra (Euphaedrana) congo Hecq, 1985
- Euphaedra (Euphaedrana) justicia Staudinger, 1886
- Euphaedra (Euphaedrana) appositiva Hecq, 1982
- Euphaedra (Euphaedrana) apparata Hecq, 1982
- Euphaedra (Euphaedrana) adonina Hewitson, [1865]
- Euphaedra (Euphaedrana) piriformis Hecq, 1982
- Euphaedra (Euphaedrana) uniformis Neustetter, 1952
- Euphaedra (Euphaedrana) ueleana Hecq, 1982
- Euphaedra (Euphaedrana) controversa Hecq, 1997
- Euphaedra (Euphaedrana) ceres Fabricius, 1775)
- Euphaedra (Euphaedrana) sarita Sharpe, 1891)
- Euphaedra (Euphaedrana) grilloti Hecq, 1983
- Euphaedra (Euphaedrana) fontainei Hecq, 1977
- Euphaedra (Euphaedrana) intermedia Rebel, 1914
- Euphaedra (Euphaedrana) kakamegae van Someren, 1934
- Euphaedra (Euphaedrana) phosphor Joicey & Talbot, 1921
- Euphaedra (Euphaedrana) afzelii C. & R. Felder, [1867]
- Euphaedra (Euphaedrana) inanum (Butler, 1873)
- Euphaedra (Euphaedrana) phaethusa (Butler, [1866])
- Euphaedra (Euphaedrana) delera Hecq, 1983
- Euphaedra (Euphaedrana) villiersi Condamin, 1964
- Euphaedra (Euphaedrana) viridicaerulea Bartel, 1905
- Euphaedra (Euphaedrana) uganda Aurivillius, 1895
- Euphaedra (Euphaedrana) ravola Hewitson, [1866]
- Euphaedra (Euphaedrana) margaritifera Schultze, 1920
- Euphaedra (Euphaedrana) preussiana Gaede, 1916
- Euphaedra (Euphaedrana) solida Hecq, 1997
- Euphaedra (Euphaedrana) cottoni Sharpe, 1907
- Euphaedra (Euphaedrana) rezia Hewitson, [1866]
- Euphaedra (Euphaedrana) jolyana Hecq, 1986
- Euphaedra (Euphaedrana) regis-leopoldi Hecq, 1996
- Euphaedra (Euphaedrana) regularis Hecq, 1983
- Euphaedra (Euphaedrana) proserpina Hecq, 1983
- Euphaedra (Euphaedrana) persephona Hecq, 1983
- Euphaedra (Euphaedrana) nigrocilia Lathy, 1903
- Euphaedra (Euphaedrana) ignota Hecq, 1996
- Euphaedra (Euphaedrana) tenebrosa Hecq, 1983
- Euphaedra (Euphaedrana) wojtusiaki Hecq, 1993
- Euphaedra (Euphaedrana) luteolucens Hecq, 1995
- Euphaedra (Euphaedrana) knoopiana Hecq, 1995
- Euphaedra (Euphaedrana) jacksoni Hecq, 1983
- Euphaedra (Euphaedrana) dargeana Hecq, 1980
- Euphaedra (Euphaedrana) demeter Hecq, 1983
- Euphaedra (Euphaedrana) velutina Hecq, 1997
- Euphaedra (Euphaedrana) subprotea Hecq, 1986
- Euphaedra (Euphaedrana) scrupulosa Hecq, 1997
- Euphaedra (Euphaedrana) densamacula Hecq, 1997
- Euphaedra (Euphaedrana) compacta Hecq, 1997
- Euphaedra (Euphaedrana) francina. Godart, [1824]
- Euphaedra (Euphaedrana) preussi Staudinger, [1891]
- Euphaedra (Euphaedrana) vicina Hecq, 1984
- Euphaedra (Euphaedrana) procera Hecq, 1984
- Euphaedra (Euphaedrana) subprocera Hecq, 1984
- Euphaedra (Euphaedrana) albofasciata Berger, 1981
- Euphaedra (Euphaedrana) disjuncta Hecq, 1984
- Euphaedra (Euphaedrana) mayumbensis Hecq, 1984
- Euphaedra (Euphaedrana) subviridis Holland, 1920
- Euphaedra (Euphaedrana) fulvofasciata Holland, 1920
- Euphaedra (Euphaedrana) leloupi Overlaet, 1955
- Euphaedra (Euphaedrana) margueriteae Hecq, 1978
- Euphaedra (Euphaedrana) overlaeti Hulstaert, 1926
- Euphaedra (Euphaedrana) fascinata Hecq, 1984
- Euphaedra (Euphaedrana) xerophila Hecq, 1974
- Euphaedra (Euphaedrana) ochrovirens Hecq, 1984
- Euphaedra (Euphaedrana) miranda Hecq, 1984
- Euphaedra (Euphaedrana) niveovittata Overlaet, 1955
- Euphaedra (Euphaedrana) neumanni Rothschild, 1902
- Euphaedra (Euphaedrana) illustris Talbot, 1927
- Euphaedra (Euphaedrana) bergeri Hecq, 1974
- Euphaedra (Euphaedrana) cinnamomea Rothschild, 1918
- Euphaedra (Euphaedrana) olivacea Grünberg, 1908
- Euphaedra (Euphaedrana) paradoxa Neave, 1904
- Euphaedra (Euphaedrana) eleus Drury, 1782)
- Euphaedra (Euphaedrana) simplex Hecq, 1978
- Euphaedra (Euphaedrana) hybrida Hecq, 1978
- Euphaedra (Euphaedrana) alacris Hecq, 1978
- Euphaedra (Euphaedrana) rattrayi Sharpe, 1904
- Euphaedra (Euphaedrana) latifasciata Talbot, 1929
- Euphaedra (Euphaedrana) attenuata Gabriel, 1949
- Euphaedra (Euphaedrana) katangensis Talbot, 1927
- Euphaedra (Euphaedrana) subferruginea Guillaumin, 1976
- Euphaedra (Euphaedrana) asteria Hecq, 1993
- Euphaedra (Euphaedrana) coprates Druce, 1875)
- Euphaedra (Euphaedrana) amieti Hecq, 1994
- Euphaedra (Euphaedrana) sangbae Hecq, 1996
- Euphaedra (Euphaedrana) zampa Westwood, 1850
- Euphaedra (Euphaedrana) ferruginea Staudinger, 1886
- Euphaedra (Euphaedrana) ochracea Hecq, 1978
- Euphaedra (Euphaedrana) variabilis Guillaumin, 1976
- Euphaedra (Euphaedrana) semipreussiana Hecq, 1993
- Euphaedra (Euphaedrana) bouyeri Hecq, 1993
- Euphaedra (Euphaedrana) cooksoni Druce, 1905
- Euphaedra (Euphaedrana) nigrobasalis Joicey & Talbot, 1921
- Euphaedra (Euphaedrana) confina Hecq, 1992
- Euphaedra (Euphaedrana) castanoides Hecq, 1985
- Euphaedra (Euphaedrana) orientalis Rothschild, 1898
- Euphaedra (Euphaedrana) murphyi Hecq, 1991
- Euphaedra (Euphaedrana) edwardsi (van der Hoeven, 1845
- Euphaedra (Euphaedrana) ruspina Hewitson, [1865]
- Euphaedra (Euphaedrana) perseis (Drury, 1773)
- Euphaedra (Euphaedrana) harpalyce (Cramer, 1777
- Euphaedra (Euphaedrana) eupalus Fabricius, 1781
- Euphaedra (Euphaedrana) losinga Hewitson, [1864]
- Euphaedra (Euphaedrana) alava Hecq, 2000
- Euphaedra (Euphaedrana) alboides Hecq, 1984
- Euphaedra (Euphaedrana) alternus van Someren, 1935
- Euphaedra (Euphaedrana) dubreka Collins & Larsen, 2005
- Euphaedra (Euphaedrana) luafa Oremans, 1998
- Euphaedra (Euphaedrana) occulta Hecq, 1982
- Euphaedra (Euphaedrana) thierrybaulini Oremans, 1999
- Euphaedra (Euphaedrana) lacteata Talbot, 1929
- Euphaedra (Euphaedrana) rufobrunnea Stoneham, 1932
- Euphaedra (Euphaedrana) upemba Overlaet, 1955
- Euphaedra (Euphaedrana) gashaka Hecq, 1996
- Euphaedra (Euphaedrana) elongata Hecq, 2002
- Euphaedra (Euphaedrana) vandeweghei Hecq, 2004
- Euphaedra (Euphaedrana) cuypersiana Hecq, 2006
- Euphaedra (Euphaedrana) temeraria Hecq, 2007
- Euphaedra (Euphaedrana) viridirupta Hecq, 2007
- Euphaedra (Euphaedrana) ivindoensis Oremans, 2010
- Euphaedra (Euphaedrana) kangweensis Oremans, 2010
- Euphaedra (Euphaedrana) eshu Pyrcz & Lorenc, 2011
- Euphaedra (Euphaedrana) yemalla Pyrcz & Lorenc, 2011
- Euphaedra (Euphaedrana) elegans Hecq, 2012
- Euphaedra (Euphaedrana) festiva Hecq, 2012
- Euphaedra (Euphaedrana) fusca Hecq, 2012
- Euphaedra (Euphaedrana) incognita Hecq, 2012
- Euphaedra (Euphaedrana) languens Hecq, 2012
- Euphaedra (Euphaedrana) lequeuxiana Hecq, 2012
- Euphaedra (Euphaedrana) minima Hecq, 2012
- Euphaedra (Euphaedrana) obsolescens Hecq, 2012
- Euphaedra (Euphaedrana) obtura Hecq, 2012
- Euphaedra (Euphaedrana) plena Hecq, 2012
- Euphaedra (Euphaedrana) shaba Hecq, 2012
- Euphaedra (Euphaedrana) sufflavus Hecq, 2012

## SubgéneroNeophronia(Hopffer, 1855)

### Especies
- Euphaedra (Neophronia) neophron (Hopffer, 1855)

#### Subespecies
- - E. (N.) n. ellenbecki
  - E. (N.) n. kiellandi
  - E. (N.) n. littoralis
  - E. (N.) n. meruensis
  - E. (N.) n. neophron
  - E. (N.) n. rydoni
  - E. (N.) n. violacea

## Subgéneros Euphaedraincertae sedis

### Especies
- Euphaedra abri Faravel, 2005
- Euphaedra castanea Berger, 1981
- Euphaedra larseni Hecq, 2005
- Euphaedra limbourgi Oremans, 2006
- Euphaedra mambili Hecq, 2001
- Euphaedra opulenta Hecq & Van de Weghe, 2005
- Euphaedra sabinae Faravel, 2002
- Euphaedra sardetta Berger, 1981
- Euphaedra tchimbeleensis Oremans, 2008
- Euphaedra vulnerata Schultze, 1915
- Euphaedra wissmanni Niepelt, 1906

## Especies sin clasificar
- Euphaedra medonoides Wichgraf, 1913
- Euphaedra cyanea Holland, 1920
- Euphaedra bombeana D'Abrera, 1980
- Euphaedra rezioides Holland, 1920
- Euphaedra difficilis Rothschild, 1918
- Euphaedra johnstoni Butler, 1887

## Localización
Este género de Lepidoptera y las especies de los subgéneros que la componen, se encuentran distribuidas en todo el continente africano (África).